# چرپووو
چرپووو (به بلغاری: Cherepovo) یک منطقهٔ مسکونی در بلغارستان است که در استان خاسکوو واقع شده‌است.